# Tanzania All Share
Le Tanzania All Share (DSEI) est un indice boursier de la Bourse de Dar es Salam. Sa cotation a commencé le 28 février 2006 sur une base 1000.

## Composants de l'indice
Les entreprises suivantes composent l'indice pour 2025.
| N° | Entreprise                        | Code          | Industrie                   | Capitalisation (en Dolars américains) |
| -- | --------------------------------- | ------------- | --------------------------- | ------------------------------------- |
| 1  | Tanzania Breweries Plc (en)       | DSE:TBL       | Brasserie                   | 1 180 000 000                         |
| 2  | NMB Bank Plc (en)                 | DSE:NMB       | Banque                      | 1 120 000 000                         |
| 3  | CRDB Bank Plc (en)                | DES:CRDB      | Banque                      | 772 000 000                           |
| 4  | Vodacom Tanzania Plc (en)         | DSE:VODA      | Télécommunications          | 645 000 000                           |
| 5  | Tanzania Cigarette Plc (en)       | DSE:TCC       | Tabac                       | 636 000 000                           |
| 6  | Twiga Cement Plc (en)             | DSE:TWINGA    | Ciment                      | 370 000 000                           |
| 7  | Tanga Cement Plc (en)             | DSE:TCCL      | Ciment                      | 41 470 000                            |
| 8  | Precision Air                     | DSE:PAL       | Compagnie aérienne          | 24 020 000                            |
| 9  | Dar es Salaam Stock Exchange Plc  | DSE:DSE       | Bourse                      | 22 110 000                            |
| 10 | Swissport Tanzania Plc (en)       | DSE:SWIS      | Services aéroportuaires     | 19 940 000                            |
| 11 | National Investment (en)          | DSE:NICO      | Investissement              | 18 680 000                            |
| 12 | Swala Gas & Oil plc (en)          | DSE:SWALA     | Pétrole et gaz              | 17 880 000                            |
| 13 | Afriprise Investment Plc          | DSE:AFRIPRICE | Investissement              | 14 740 000                            |
| 14 | TOL Gases                         | DSE:TOL       | Gaz                         | 14 420 000                            |
| 15 | Mwalimu Commercial Bank Plc       | DSE:MCB       | Banque                      | 7 170 000                             |
| 16 | Mucoba Bank Plc                   | DSE:MUCOBA    | Banque                      | 5 260 000                             |
| 17 | Mkombozi Commercial Bank Plc (en) | DSE:MKCB      | Banque                      | 5 200 000                             |
| 18 | DCB Commercial Bank Plc (en)      | DSE:DCB       | Banque                      | 4 750 000                             |
| 19 | Maendeleo Bank Plc                | DSE:MBP       | Banque                      | 3 930 000                             |
| 20 | Yetu Microfinance Bank Plc (en)   | DSE:YETU      | Banque                      | 2 310 000                             |
| 21 | Tatepa Plc (en)                   | DSE:TTP       | Transformation des aliments | 838 000                               |
| 22 | Jenga Afya Tokomeza Umasikini     | DSE:JATU      | Services Internet           | 214 000                               |